# Merala
Merala (krušvica, kozja jabučica; lat. Amelanchier), ime je za biljni rod niskih listopadnih grmova iz porodice ružovki (Rosaceae). Merala je rasporstranjena po brdskim područjima sjeverne polutke s umjerenom klimom. U Hrvatskoj je rasprostranjena vrsta Amelanchier ovalis. Postoje brojne odlike (oko 100) koje se koriste u hortikulturi, te kao voće ( u SAD, Rusiji i Kanadi - Amelamchier alnifolia sorte "Balerina", "Forestburg", "Honeywood", "Krasnojarskaja", "Mandam"). Prvo spominjanje uzgoja merale kao voćke javlja se još 1596. godine.

## Opis
Merala je malo listopadno drveće ili grmovi s atraktivnim bijelim proljetnim cvjetovima koje daje jestive plodove. Postoji prekooko 20 vrsta ovog roda u potporodici jabučastog voća porodice ružovki (usko su povezane s jabukama), a sve osim nekoliko njih potječu iz Sjeverne Amerike. Svi imaju male, ovalne ili eliptične listove, s fino nazubljenim rubovima i spuštenom donjom stranom.
Većina vrsta Amelanchier ima upadljive, ali kratkotrajne cvjetove formirane u terminalnim grozdovima koji mogu biti uspravni ili viseći. Svaki cvijet ima pet latica koje okružuju mnogo prašnika. Latice su općenito bijele, ali neki kultivari mogu imati ružičaste do žute latice. Cvjetovi traju samo oko tjedan dana ili manje ako je toplo ili vjetrovito.
Nakon cvjetova slijede ljubičasti jabučasti plodovi od ¼ do ½ inča koji imaju okus donekle poput borovnice kad sazriju. Plodovi su spremni za berbu 2 do 3 mjeseca nakon cvatnje. Sićušni jestivi plodovi popularni su među pticama i malim životinjam a. Ovo voće također su koristili američki Indijanci i rani doseljenici, a čak i danas se neke vrste uzgajaju kao voćke, osobito u područjima gdje druge vrste voćaka ne uspijevaju dobro. Mogu se koristiti u želeima, kolačima, pitama, muffinima, kolačima od kave ili kao preljevi za deserte. Plodove daju 2 do 3 godine nakon sadnje.
Amelanchier su uglavnom šumske biljke koje više vole puno sunca nego djelomičnu sjenu. Sklone su istim štetočinama i bolestima kao jabuke i kruške, uključujući plamenjaču.
Latinsko ime roda Amelanchier dolazi od grč. melon (jabuka) i agchein (skupljati), misli se na grlo zbog plodova koji imaju opor okus. 
U Hrvatskoj na području Istre raste vrsta Amelanchier ovalis ili jajolika merala.

## Vrste
1. Amelanchier alnifolia (Nutt.) Nutt. ex M.Roem.
2. Amelanchier arborea (F.Michx.) Fernald
3. Amelanchier asiatica (Siebold & Zucc.) Endl. ex Walp.
4. Amelanchier bartramiana (Tausch) M.Roem.
5. Amelanchier canadensis (L.) Medik.
6. Amelanchier embergeri (Favarger & Stearn) Landolt
7. Amelanchier humilis Wiegand
8. Amelanchier interior E.L.Nielsen
9. Amelanchier laevis Wiegand
10. Amelanchier nantucketensis E.P.Bicknell
11. Amelanchier obovalis (Michx.) Ashe
12. Amelanchier ovalis Medik.
13. Amelanchier pallida Greene
14. Amelanchier parviflora Boiss.
15. Amelanchier pumila (Torr. & A.Gray) Nutt. ex M.Roem.
16. Amelanchier ramosissima (Nutt.) J.F.Morales
17. Amelanchier sanguinea (Pursh) DC.
18. Amelanchier sinica (C.K.Schneid.) Chun
19. Amelanchier stolonifera Wiegand
20. Amelanchier turkestanica Litv.
21. Amelanchier utahensis Koehne
22. Amelanchier ×intermedia Spach
23. Amelanchier ×lamarckii F.G.Schroed.
24. Amelanchier ×neglecta Eggl. ex K.R.Cushman, M.B.Burgess, E.T.Doucette & C.S.Campb.
25. Amelanchier ×quinti-martii Louis-Marie
26. Amelanchier ×spicata (Lam.) K.Koch

## Sastav plodova
Plodovi sadrže do 10% šećera,do 1% organskih kiselina,te do 40 mg% vitamina C.

## Galerija
- Amelanchier utahensis
- Amelanchier x grandiflora
- Amelanchier lamarckii
- Amelanchier alnifolia var. semmiintegrifolia, plod
- Amelanchier arborea
- Amelanchier asiatica
- Amelanchier spicata

## Sinonimi
- Peraphyllum Nutt. ex Torr. & A.Gray; N. Amer. Fl. 1: 474 (1840)
- Xeromalon Raf.; New Fl. Am. 3: 11 (1836) p. p.

## Vanjske poveznice
- Plants For A Future  Arhivirana inačica izvorne stranice od 28. ožujka 2017. (Wayback Machine)